# 广西学政
廣西學政，又稱提学广西，是广西提督学院学政，提督学院驻桂林府。提督学政一人， 简称“学政” ，俗称“学台”，清末改称“提学使”。
由翰林及进士出身的部院京官中选派，各带原衔品级，任期3年。不论本人官阶大小，在任学政期间，与督、抚平行。提督学政直属中央，无俸，年养廉银3200两。门子、轿伞扇夫共11名，快手12名，皂隶、听事共14名，通共37名。提督学政职权为：掌管全省学校生员考课升降事，掌理岁、科二试，届时巡历所属府、州，考查诸生的文才、品行、学习勤惰，并对所属学官进行考核；参予全省政务，凡省内兴革之类重大事宜，均参加会议并与巡抚、藩、臬会商以行。

## 列表
| 姓名     | 籍贯       | 出身   | 任职 | 离职                                                    |
| -------- | ---------- | ------ | --- | ------------------------------------------------------- |
| 張綬     | 甘肃徽县   | 庶吉士 | 嘉庆六年八月初八（1801.9.15），由翰林院侍读学士调任。                                                                                |                                                         |
| 帥承瀛   | 湖北黄梅   | 探花   | 嘉庆八年正月二十二（1803.2.13），由翰林院编修调任。                                                                                  |                                                         |
| 祁𡎴     | 山西山西   | 进士   | 嘉庆九年八月初八（1804.9.11），由刑部员外郎调任。                                                                                    |                                                         |
| 陳蘭疇   | 福建侯官   | 庶吉士 | 嘉庆十二年八月二十一（1807.9.22），由湖广道御史调任。                                                                                |                                                         |
| 沈學厚   | 浙江钱塘   | 庶吉士 | 嘉庆十三年八月初二（1808.9.21），由翰林院编修调任。                                                                                  |                                                         |
| 汪彥博   | 江苏镇洋   | 庶吉士 | 嘉庆十五年八月二十二（1810.9.20），由江西道御史调任。                                                                                |                                                         |
| 梁上國   | 福建长乐   | 庶吉士 | 嘉庆十八年八月初九（1813.9.3），由太仆寺少卿调任，同年十月二十三（11.15），令仍留任。                                                |                                                         |
| 朱方增   | 浙江海盐   | 庶吉士 | 嘉庆二十年六月十七（1815.7.23），由翰林院侍讲调任。                                                                                  |                                                         |
| 潘錫恩   | 安徽泾县   | 庶吉士 | 嘉庆二十三年七月十七（1818.8.18），由翰林院侍读调任。                                                                                |                                                         |
| 熊常錞   | 江西铅山   | 庶吉士 | 嘉庆二十四年九月初五（1819.10.23），由编修调任。                                                                                     |                                                         |
| 祝慶蕃   | 河南固始   | 榜眼   | 道光二年八月十三（1822.9.27），由翰林院编修调任。                                                                                    |                                                         |
| 周作梅   |            |        | 道光五年八月初三（1825.9.14），由翰林院编修调任。                                                                                    |                                                         |
| 曾元海   | 福建闽县   | 庶吉士 | 道光八年八月初三（1828.9.11），由翰林院编修调任。                                                                                    |                                                         |
| 錢福昌   | 浙江平湖   | 榜眼   | 道光十一年八月初二（1831.9.7），由翰林院编修调任。                                                                                   |                                                         |
| 池生春   | 云南楚雄   | 庶吉士 | 道光十三年二月十七（1833.4.6），由翰林院编修调任。                                                                                   |                                                         |
| 丁善慶   | 湖南善化   | 庶吉士 | 道光十六年七月二十八（1836.9.8），由右中允调任，次年八月初二（1837.9.1），命留任。                                                   |                                                         |
| 鈕福保   | 浙江乌程   | 状元   | 道光二十年八月初二（1840.8.28），由翰林院修撰调任。                                                                                  |                                                         |
| 李承霖   | 江苏丹徒   | 状元   | 道光二十三年八月初二（1843.9.25），由翰林院修撰调任。                                                                                |                                                         |
| 周學濬   | 浙江乌程   | 榜眼   | 道光二十六年八月初四（1846.9.23），由编修调任。                                                                                      |                                                         |
| 孫鏘鳴   | 浙江瑞安   | 庶吉士 | 道光二十九年八月初一（1849.9.17），由翰林院编修调任。                                                                                |                                                         |
| 胡倬     |            |        | 咸丰二年八月初六（1852.9.19），由翰林院侍读调任。                                                                                    |                                                         |
| 袁泳錫   | 山东历城   | 庶吉士 | 咸丰三年正月初六（1853.2.13），由翰林院检讨调任。                                                                                    |                                                         |
| 吳福年   | 浙江钱塘   | 探花   | 咸丰三年五月十九（1853.4.25），由翰林院编修调任。                                                                                    |                                                         |
| 沈炳垣   | 浙江海盐   | 庶吉士 | 咸丰五年八月初二（1855.9.12），由右中允调任。                                                                                        | 咸丰七年十一月初八（1857.12.23），为大成国义军所杀。    |
| 李載熙   | 广东嘉应   | 庶吉士 | 咸丰七年十一月初八日由左春坊左赞善调任。                                                                                             | 咸丰八年十二月初二（1859.1.5），病故。                  |
| 張正椿   | 四川奉节   | 庶吉士 | 咸丰八年十二月初二日由翰林院编修调任。                                                                                               | 同治元年六月二十（1861.7.16），解任查办。               |
| 鮑源深   | 安徽歙县   | 庶吉士 | 同治元年六月二十日由翰林院编修调任。                                                                                                 |                                                         |
| 孫欽昂   | 河南荥阳   | 庶吉士 | 同治三年八月初一（1864.9.1），由翰林院编修调任。                                                                                     |                                                         |
| 楊霽     | 汉军正红旗 | 探花   | 同治六年八月初一（1867.8.29），由翰林院编修调任。                                                                                    |                                                         |
| 郭懷仁   | 安徽合肥   | 庶吉士 | 同治九年八月初一（1870.8.27），由翰林院编修调任。                                                                                    |                                                         |
| 吳華年   | 山东德州   | 庶吉士 | 同治十二年八月初一（1873.9.22），由翰林院编修调任。                                                                                  | 光绪元年十二月二十一（1876.1.17），回京供职。           |
| 歐陽保極 | 湖北江夏   | 探花   | 光绪元年十二月二十一日由翰林院侍讲调任。                                                                                             |                                                         |
| 秦澍春   | 直隶遵化   | 庶吉士 | 光绪五年八月初一（1879.9.16），由翰林院编修调任。                                                                                    |                                                         |
| 詹嗣賢   | 江苏仪征   | 庶吉士 | 光绪八年八月初一（1882.9.12），由翰林院编修调任。                                                                                    |                                                         |
| 李殿林   | 山西大同   | 庶吉士 | 光绪十一年八月初一（1885.9. 9），由翰林院编修调任。                                                                                  |                                                         |
| 黃煦     | 江西南丰   | 庶吉士 | 光绪十四年八月初一（1888.9.6），由湖广道监察御使调任。                                                                               |                                                         |
| 趙以炯   | 贵州贵阳   | 状元   | 光绪十七年八月初一（1891.9.3），由修撰调任。                                                                                         |                                                         |
| 馮金鑒   | 浙江桐乡   | 庶吉士 | 光绪二十年八月初一（1894.8.31），由掌京畿道监察御史调任。                                                                            |                                                         |
| 劉元亮   | 河南章丘   | 庶吉士 | 光绪二十三年八月初一（1897.8.28），由翰林院编修调任。                                                                                |                                                         |
| 劉家模   | 河南罗山   | 进士   | 光绪二十六年九月初十（1900.11.1），由御史调任。                                                                                      | 光绪二十七年十二月初二（1902.1.11），革职（贪劣昭著）。 |
| 吳敬修   | 河南光州   | 庶吉士 | 光绪二十七年十二月初二由翰林院编修调任。                                                                                             |                                                         |
| 汪貽書   | 湖南善化   | 庶吉士 | 光绪二十八年五月十四（1902.6.19），由翰林院编修调任。次年八月留任。光绪三十二年四月初二（1906.4.25），缺裁，改设提学使，学政回供职。 |                                                         |
| 李翰芬   | 广东香山   | 庶吉士 | 光绪三十二年四月二十（1906.5.13），由翰林院编修调代，宣统元年十一月初九（1909.12.21），任命。                                        |                                                         |